# Lustenau
Lustenau är en köpingskommun i distriktet Dornbirn i förbundslandet Vorarlberg i västra Österrike vid floden Rhen. Kommunen har 24 223 invånare (2024). I väster gränsar kommunen  mot Schweiz.
Det finns två fotbollsklubbar i Lustenau vid namn SC Austria Lustenau och FC Lustenau 07 som spelar i den näst högsta ligan i Österrike.